# Cinquième circonscription de l'Ain
La cinquième circonscription de l'Ain est l'une des cinq circonscriptions législatives françaises que compte le département de l'Ain (01), en région Auvergne-Rhône-Alpes.
Elle est représentée dans la XVIIe législature par Marc Chavent, député de droite adhérant des Amis d'Éric Ciotti.

## Description géographique et démographique
La cinquième circonscription de l'Ain occupe l'ouest du Bugey, au centre-est du département. Elle a été créée par l'ordonnance no 2009-935 du 29 juillet 2009, ratifiée par le Parlement le 21 janvier 2010. Elle regroupe les divisions administratives suivantes : 
- Canton d'Ambérieu-en-Bugey
- Canton de Brénod
- Canton de Champagne-en-Valromey
- Canton de Hauteville-Lompnes
- Canton d'Izernore
- Canton de Lhuis
- Canton de Nantua
- Canton d'Oyonnax-Nord
- Canton d'Oyonnax-Sud
- Canton de Poncin
- Canton de Saint-Rambert-en-Bugey
- Canton de Virieu-le-Grand.

La première élection du député de cette circonscription a eu lieu lors des élections législatives de 2012.

## Historique des élections

### Élections de 2012
| Candidat       | Candidat            | Parti          | Premier tour | Premier tour | Second tour | Second tour |  |
| Candidat       | Candidat            | Parti          | Voix         | %            | Voix        | %           |  |
| -------------- | ------------------- | -------------- | ------------ | ------------ | ----------- | ----------- |  |
|                | Damien Abad élu     | NC (UMP)       | 13 231       | 31,81        | 22 008      | 56,40       |  |
|                | Josiane Exposito    | PS (EÉLV, PRG) | 11 857       | 28,51        | 17 012      | 43,60       |  |
|                | Patrick Sokolowski  | RBM (FN)       | 7 482        | 17,99        |             |             |  |
|                | Michel Perraud      | PRV            | 3 946        | 9,49         |             |             |  |
|                | Mylène Ferri        | FG (PCF) (PG)  | 3 046        | 7,32         |             |             |  |
|                | Jean Galienne       | MHAN,          | 446          | 1,07         |             |             |  |
|                | Brigitte Sansano    | DLR            | 305          | 0,73         |             |             |  |
|                | Patrick Royer       | MÉI            | 301          | 0,72         |             |             |  |
|                | Bernard Favre       | AÉI            | 232          | 0,56         |             |             |  |
|                | Jean-Michel Boulmé  | POI            | 222          | 0,53         |             |             |  |
|                | Christophe Céréséro | NPA            | 184          | 0,44         |             |             |  |
|                | Bernard Léger       | MPF            | 176          | 0,42         |             |             |  |
|                | Guy Largeron        | LO             | 165          | 0,40         |             |             |  |
|                |                     |                |              |              |             |             |  |
| Inscrits       | Inscrits            | Inscrits       | 73 718       | 100,00       | 73 713      | 100,00      |  |
| Abstentions    | Abstentions         | Abstentions    | 31 568       | 42,82        | 33 391      | 45,3        |  |
| Votants        | Votants             | Votants        | 42 150       | 57,18        | 40 322      | 54,7        |  |
| Blancs et nuls | Blancs et nuls      | Blancs et nuls | 557          | 1,32         | 1 302       | 3,23        |  |
| Exprimés       | Exprimés            | Exprimés       | 41 593       | 98,68        | 39 020      | 96,77       |  |

La suppléante de Damien Abad était Liliane Maissiat, maire d'Arbent (2001-2020).

### Élections de 2017
|                                                                        |                                                           |                           |                           |                          |                          |
|                                                                        |                                                           | Premier tour 11 juin 2017 | Premier tour 11 juin 2017 | Second tour 18 juin 2017 | Second tour 18 juin 2017 |
|                                                                        |                                                           |                           |                           |                          |                          |
|                                                                        |                                                           | Nombre                    | % des inscrits            | Nombre                   | % des inscrits           |
| Inscrits                                                               | Inscrits                                                  | 75 359                    | 100,00                    | 75 289                   | 100,00                   |
| Abstentions                                                            | Abstentions                                               | 38 409                    | 50,97                     | 43 569                   | 57,87                    |
| Votants                                                                | Votants                                                   | 36 950                    | 49,03                     | 31 720                   | 42,13                    |
|                                                                        |                                                           |                           | % des votants             |                          | % des votants            |
| Bulletins blancs                                                       | Bulletins blancs                                          | 374                       | 1,01                      | 2 050                    | 6,46                     |
| Bulletins nuls                                                         | Bulletins nuls                                            | 168                       | 0,45                      | 749                      | 2,36                     |
| Suffrages exprimés                                                     | Suffrages exprimés                                        | 36 408                    | 98,53                     | 28 921                   | 91,18                    |
|                                                                        |                                                           |                           |                           |                          |                          |
| Candidat Étiquette politique (partis et alliances)                     | Candidat Étiquette politique (partis et alliances)        | Voix                      | % des exprimés            | Voix                     | % des exprimés           |
|                                                                        |                                                           |                           |                           |                          |                          |
|                                                                        | Damien Abad (député sortant) Les Républicains             | 12 743                    | 35,00                     | 19 383                   | 67,02                    |
|                                                                        | Hélène de Meire La République en marche                   | 9 149                     | 25,13                     | 9 538                    | 32,98                    |
|                                                                        | Pénélope Chalon Front national                            | 5 599                     | 15,38                     |                          |                          |
|                                                                        | Bertrand Jacquier La France insoumise                     | 3 759                     | 10,32                     |                          |                          |
|                                                                        | Carole Pontier Europe Écologie Les Verts                  | 1 051                     | 2,89                      |                          |                          |
|                                                                        | Élodie Schwander Parti socialiste                         | 1 032                     | 2,83                      |                          |                          |
|                                                                        | Mylène Ferri Parti communiste français                    | 809                       | 2,22                      |                          |                          |
|                                                                        | Ahmet Cetin Parti égalité et justice                      | 721                       | 1,98                      |                          |                          |
|                                                                        | Claude Juillet Debout la France                           | 637                       | 1,75                      |                          |                          |
|                                                                        | Monique Meudan Parti animaliste                           | 398                       | 1,09                      |                          |                          |
|                                                                        | Jean-Philippe Archeny Union populaire républicaine        | 231                       | 0,63                      |                          |                          |
|                                                                        | Guy Largeron Lutte ouvrière                               | 158                       | 0,43                      |                          |                          |
|                                                                        | Jean-Michel Boulmé Parti ouvrier indépendant démocratique | 121                       | 0,33                      |                          |                          |
| Source : Ministère de l'Intérieur - Cinquième circonscription de l'Ain |                                                           |                           |                           |                          |                          |

Le suppléant de Damien Abad était Jean Deguerry, maire de Montréal-la-Cluse, conseiller départemental du canton de Nantua, Président de la Communauté de communes du Haut-Bugey.

### Élections de 2022
| Candidat                 | Candidat                 | Parti et coalition       | Nuance                   | Premier tour | Premier tour | Second tour | Second tour |
| Candidat                 | Candidat                 | Parti et coalition       | Nuance                   | Voix         | %            | Voix        | %           |
| ------------------------ | ------------------------ | ------------------------ | ------------------------ | ------------ | ------------ | ----------- | ----------- |
|                          | Damien Abad              | SE (ENS)                 | DVD                      | 12 034       | 33,38        | 17 687      | 57,86       |
|                          | Florence Pisani          | LFI (NUPES)              | NUP                      | 8 485        | 23,54        | 12 882      | 42,14       |
|                          | Joëlle Nambotin          | RN                       | RN                       | 7 110        | 19,72        |             |             |
|                          | Julien Martinez          | LR (UDC)                 | LR                       | 3 580        | 9,93         |             |             |
|                          | Philippe Tournier-Billon | REC                      | REC                      | 2 073        | 5,75         |             |             |
|                          | Stéphanie Paris          | LMR                      | DVD                      | 931          | 2,58         |             |             |
|                          | Celil Yilmaz             | SE                       | DIV                      | 704          | 1,95         |             |             |
|                          | Grégory Fabris           | LP (UPF)                 | DSV                      | 436          | 1,21         |             |             |
|                          | Sylvie Crozet            | LO                       | DXG                      | 414          | 1,15         |             |             |
|                          | Jean-Michel Boulmé       | POID                     | DVG                      | 281          | 0,78         |             |             |
|                          |                          |                          |                          |              |              |             |             |
| Votes valides            | Votes valides            | Votes valides            | Votes valides            | 36 048       | 97,23        | 30 569      | 90,54       |
| Votes blancs             | Votes blancs             | Votes blancs             | Votes blancs             | 820          | 2,21         | 2 354       | 6,97        |
| Votes nuls               | Votes nuls               | Votes nuls               | Votes nuls               | 206          | 0,56         | 839         | 2,49        |
| Total                    | Total                    | Total                    | Total                    | 37 074       | 100          | 33 762      | 100         |
| Abstention               | Abstention               | Abstention               | Abstention               | 40 382       | 52,14        | 43 704      | 56,42       |
| Inscrits / participation | Inscrits / participation | Inscrits / participation | Inscrits / participation | 77 456       | 47,86        | 77 466      | 43,58       |

Le suppléant de Damien Abad était Patrick Liébus, maitre artisan couvreur à Saint-Denis-lès-Bourg.

### Elections de 2024
Député sortant : Damien Abad (Divers droite)
| Candidat                 | Candidat                 | Parti et coalition       | Nuance                   | Premier tour | Premier tour | Second tour | Second tour |
| Candidat                 | Candidat                 | Parti et coalition       | Nuance                   | Voix         | %            | Voix        | %           |
| ------------------------ | ------------------------ | ------------------------ | ------------------------ | ------------ | ------------ | ----------- | ----------- |
|                          | Marc Chavent,            | RAD (RN)                 | UXD                      | 20 161       | 39,12        | 27 040      | 57,53       |
|                          | Florence Pisani          | LFI (NFP)                | UG                       | 12 542       | 24,34        | 19 964      | 42,47       |
|                          | Damien Abad              | SE                       | DVD                      | 9 651        | 18,73        |             |             |
|                          | Nathalie Descours        | RE (ENS)                 | ENS                      | 6 036        | 11,71        |             |             |
|                          | Fabrice Bourdin          | LR                       | LR                       | 1 623        | 3,15         |             |             |
|                          | Sylvie Crozet            | LO                       | EXG                      | 606          | 1,18         |             |             |
|                          | Thomas Chatelard         | EQ                       | ECO                      | 484          | 0,94         |             |             |
|                          | Maria Cristina Patru     | REC                      | REC                      | 429          | 0,83         |             |             |
|                          |                          |                          |                          |              |              |             |             |
| Votes valides            | Votes valides            | Votes valides            | Votes valides            | 51 532       | 97,28        | 47 004      | 88,88       |
| Votes blancs             | Votes blancs             | Votes blancs             | Votes blancs             | 978          | 1,85         | 4 635       | 8,76        |
| Votes nuls               | Votes nuls               | Votes nuls               | Votes nuls               | 463          | 0,87         | 1 248       | 2,36        |
| Total                    | Total                    | Total                    | Total                    | 52 973       | 100          | 52 887      | 100         |
| Abstention               | Abstention               | Abstention               | Abstention               | 24 927       | 32,00        | 25 032      | 32,13       |
| Inscrits / participation | Inscrits / participation | Inscrits / participation | Inscrits / participation | 77 900       | 68,00        | 77 919      | 67,87       |

La suppléante de Marc Chavent est Géraldine Cendre, professeure des écoles.